# Кабір
Кабір (*कबीर, 1440 —1518) — індійський середньовічний філософ-містик, гуру, святий, поет.

## Життєпис
Письмових свідчень про його життя не збереглося, але їх заповнює безліч переказів. Один стверджує, що він походив з мусульманської родини, інший називає його сином індуски. Однак, якщо легенди суперечні в питанні про «конфесійне походження» поета, вони сходяться в тому, що він був ткачем. Народився неподалік м. Каші (Вранасі, сучасний Бенарес).
Кабір замолоду став шукати істину. Він став послідовником відомого проповідника-бгакта Рамананди, який проповідував рівність людей перед богом. У нього запозичив дух бунтарства. Кабір не змирився і тоді, коли брахмани вигнали його з рідного міста. Також проти нього виступили улеми. Легенда розповідає, що, звинувачений мусульманським духовенством в боговідступництві, Кабір був кинутий за наказом султана під ноги слону і ледь не загинув.

## Філософія
Проповідував пантеїзм, стверджував ідею бога, який пронизує собою всю природу: «Скажу я: «Світ у мені», — ганьба для світу. «Світ поза мною», — але це брехня!».
Виходячи з пантеїстичної ідеї, що бог в усьому, Кабір заперечував святість храму і обрядовість індуїзму та ісламу. Його вчення не потребувало посередника між Богом і людьми, духовенства. Мету людського буття Кабір під впливом суфізму бачив у злитті з божеством. Відступництво Кабіра від ортодоксії виразилося в тому, що він проголосив єдиним шляхом порятунку любов до Бога. Ні «високе» народження, ні заслуги минулого життя, ні теологічні пізнання брахманів, ні обряди, ні аскетизм не можуть, вчив Кабір, допомогти людині знайти Бога.
Релігійно-філософські погляди Кабіра, що відобразили зростання індивідуальної свідомості міських верств XV в., містили ворожу середньовічному ладу життя ідею особистої участі людини у визначенні своєї долі. З вчення Кабіра — «усе живе священно» — витікав принцип рівності. Думки Кабіра про рівність, про те, що всі люди зроблені з одного і того ж матеріалу, рівні по крові, були сприйняті вченням сикхів.
Не визнаючи станових і релігійних відмінностей, Кабір виступав також проти кастової системи, закликав до єднання індусів і мусульман. Він висміював фанатичних прихильників індуїзму та ісламу, виступав проти ідолопоклонства першого і нетерпимості другого, знущався над священослужителями.
До сьогодні в Індії існує громада прихильників Кабіра (Кабір Пантха), що налічує близько 9,5 млн осіб.

## Поезія
Кабіру приписується декілька тисяч віршів, висловів, пісень. Свої вірші поет-ткач, можливо який не знав грамоти, співав, за переказами, за роботою. Вірші та пісні Кабіра дійшли в різних збірках. Найдостовірніша частина поетичної спадщини Кабіра міститься у збірці «Біджак» (основна священна книга для Кабір Пантха), а також у «Кабір Грантхавалі» та священному зводі сикхів — «Адігрантх» («Початкова книга»), складеному у 1604 році.
Вірші Кабіра не вкладаються в традиційний поетичний канон, вони сильні переконаністю поета у своїй правоті, свіжістю думки, насиченістю побутовими реаліями і замальовками, іронічними порівняннями. Прагнучи зробити свої погляди доступними, Кабір часто вдавався до розмовної інтонації, він звертався до простих людей на їх же мові, яку знавці-пандіта презирливо називали «мужицьким». Кабір, у свою чергу, висміював схиляння перед мовою обраних — санскритом.
Кабір широко користувався прийомами, що йдуть від фольклору — звертання, вигуки, протиставлення та ін. Влучні, гострі, іноді грубуваті, його вірші завжди били прямо по цілі, точно і разом з тим образно-наочно передавали ту глибину філософської думки, яка відрізняє його поезію. Разом з тим вірші Кабіра дидактичні. Це цілком узгоджується з проповідницьким призначенням його творчості, в якому емоційність органічно поєднується з настановою.
Вірші та пісні Кабіра продовжують жити в пам'яті народу Північної Індії по теперішній час.